# Мзанси Тур
Мзанси Тур (англ. Mzansi Tour) — шоссейная многодневная велогонка, проходившая по территории ЮАР в 2013—2014 годах.

## История
Оба издания гонки входили в календарь Африканского тура UCI, с категорией 2.2
Маршрут гонки состоял из пяти этапов которые проходили в провинциях Гаутенг, Мпумаланга и Фри-Стейт в частности через такие города как Бетлехем, Йоханнесбург, Машишинг, Мидделбург, Мбомбела, Претория, Фандербейлпарк и Эмалахлени. Перепад высот был в интервале от 1400 до 2100 метров над уровнем моря, а протяжённость этапов превышала 140 километров.
Название гонки происходит от слова Mzansi означающего  с зулу — «Юг», а также оно часто используется в разговорной речи для обозначения Южной Африки.
На гонке определялись следующие классификации:
- — генеральная
- — очковая
- — горная
- — молодёжная
- — лучший африканский гонщик

## Призёры
| Год  | Победитель            | Второй           | Третий            |
| ---- | --------------------- | ---------------- | ----------------- |
| 2013 | Роберт Хантер         | Жульен Антомарчи | Фортунато Бальяни |
| 2014 | Жак Янсе ван Ренсбург | Луис Мейнтджес   | Мерхави Кудус     |